# Xoridesopus xanthosternum
Xoridesopus xanthosternum är en stekelart som beskrevs av Gupta 1983. Xoridesopus xanthosternum ingår i släktet Xoridesopus och familjen brokparasitsteklar. Inga underarter finns listade i Catalogue of Life.